# Матильда де Ено
Матильда де Ено (фр. Mathilde de Hainaut; 29 листопада 1293 — 1331) — володарка Ахейського князівства в 1313—1318 роках.

## Життєпис
Походила з династії Авен і Віллардуен. Донька Флоріса де Ено та Ізабелли де Віддардуен, князя і княгині Ахейських. Народилася 1293 року. 1297 року помер її батько. Невдовзі барони князівства стали пропонувати Ізабеллі кандидатури майбутнього чоловіка для Матильди, що стала спадкоємицею матері. Вибір в підсумку впав на Гі II де ла Роша, герцога Афінського. Поте на цей шлюб не було отримано згоду неаполітанського короля Карла II та Папського престолу. В результаті король в липні 1298 року зажадав повернути наречену матері. Лише після тривалих перемовин 1300 року він погодився на шлюб. Папа римський Боніфацій VIII також надав свій дозвіл.
1307 року її мати було позбавлено прав на Ахейське князівство, владу над яким перебрав Філіп I Тарентський. Матильда перебралася до Афін. 1308 року помирає її чоловік.
1313 року було влаштовано її шлюб з Людовиком, представником Старшого Бургундського дому. Того ж року Матильді та чоловікові надано титули княгині й князя Ахейських. разом з тим їх сюзереном став Філіп Тарентський.
Матильда рушила з Марселя до Пілоса, взявши з собою 1 тис. солдатів, а Людовик вирушив до Венеції в пошуках допомоги проти іншого претендента — Фернандо Майоркського, одруженого зі стриєчною сестрою Маргарити. 1315 року у битві під Пікотіном (в Еліді) Матильда зазнала поразки від Фернандо, але потім прибув Людовик з підкріпленням. Невдовзі на бік Маргарити перейшов пфальцграф Джованні I Орсіні. У липні 1316 року у битві при Маноладі Фернандо було переможено, а він сам загинув. Незабаром помер і Людовик. Вона уклала секретний шлюб з Гуго де ла Паліс
В цей час Філіп Тарентський змушував Маргариту вступити в шлюб зі своїм братом Джованні. Зрештою княгиню викрали та відправили до Неаполя. Тут 1318 року відбувся шлюб. Того ж року вона прибула до Авіньйону, де розповіла про свій шлюб з дела Палісом. В результаті її шлюб з де Гравіною було анульовано, а Філіп Тарентський позбавив Маргариту Ахейського князівства. Її запроторено до замку Кастель-делль-Ово.
Після звільнення 1321 року оселилася в Аверсі, де померла 1331 року.